# Patrick Blanc (sciatore 1961)
Patrick Blanc (1961) è un ex sciatore alpino francese.

## Biografia
Specialista delle prove tecniche originario di Modane, Blanc vinse il titolo nazionale francese nella combinata nel 1979 e nel 1981 e gareggiò in Coppa del Mondo almeno fino al 1983, senza ottenere risultati di rilievo; non prese parte a rassegne olimpiche né ottenne piazzamenti ai Campionati mondiali.

## Palmarès

### Campionati francesi
- 2 ori (combinata nel 1979; combinata nel 1981)[senza fonte]